# Рух ексгеїв
Рух ексгеїв (англ. ex-gay movement) — громадські рухи та організації, що мають на меті допомогти гомосексуальним чи бісексуальним людям відмовитися від «гомосексуального способу життя». У певних випадках вони роблять спроби зміни негетеросексуальної орієнтації на гетеросексуальну. Найчастіше діяльність ексгей-організацій пов'язана з різними релігійними групами.

## Термінологія
Термін «ексгей» було введено в професійну літературу в 1980 р. доктором Патіссоном, який вжив його для опису тих, хто зазнав фундаментальної зміни сексуальної орієнтації з виключно гомосексуальної на виключно гетеросексуальну.
Згодом дослідники дійшли висновку, що наукові підтвердження зміни сексуальної орієнтації відсутні, і в нинішній час зростає науковий консенсус щодо того, що сексуальна орієнтація не змінюється.
Термін «ексгей» стали вживати відносно людей, що змінили свою сексуальну ідентичність, а також людей, які перебувають у процесі зміни своєї ідентичності геїв та лесбійок. В основному ці люди мають релігійні переконання, і процес зміни розуміється як результат їхньої релігійної практики.

## Історія
Рух ексгеїв зародився у США і на перших порах був тісно пов'язаний з релігійними християнськими організаціями. Організації ексгеїв підтримувалися євангельськими християнами, потім стали з'являтися також організації від Католицької церкви, церкви мормонів, різні єврейські, мусульманські релігійні групи в низці країн.
Рух ексгеїв почався одночасно з відмовою розглядати гомосексуальність як патологію Американської психіатричної асоціації шляхом виключення її з DSM 1973 р. Першу організацію ексгеїв Love In Action («Любов у дії») було засновано в 1973 р. у США трьома гомосексуалами: Джоном Евансом (John Evans), Кентом Філпоттом (Kent Philpott) і Френком Вортеном (Frank Worthen). Джон Еванс пізніше вийшов з руху ексгеїв, засудивши його. Френк Вортен продовжив розвиток руху ексгеїв як лідер, і організація «Вихід» називає засновником Love In Action тільки його. У березні 2012 р. організація змінила назву на «Шлях відновлення» (Restoration Path).
За три роки після створення Love In Action, у 1976 році, два колишніх геї заснували організацію Exodus International («Вихід») — найвпливовішу організацію ексгеїв, що діяла до 19 червня 2013 р. Її філії поширилися у США та Канаді, з 1994 р. — в Латинській Америці, з 2002 р. — у Бразилії.
У 2004 р. був сформований Exodus Global Alliance. 12 червня 2013 р. Exodus International відмовився від Exodus Global Alliance. 19 червня Exodus International заявив про саморозпуск, а його президент Алан Чамберс попросив вибачення у ЛГБТ-спільноти. Exodus Global Alliancen у зв'язку з цим повідомив, що продовжує колишню діяльність, підтвердивши, що ці дві організації не залежні одна від одної.
У Європі рух ексгеїв з'являється в 1975 р., коли гомосексуал Йохан ван дер Слуїс (Johan van der Sluis) після навернення у християнство заснував організацію ексгеїв «Євангельська допомога гомосексуалам» (гол. de Evangelische Hulp aan Homofielen, скорочено — EHAH, англ. Evangelical Counselling for Homosexuals) у Нідерландах. 2003 р. Йохан ван дер Слуїс вийшов у відставку з посади директора організації, а 2004 року ця організація стала називатися Фонд «Відмінності» (гол. Stichting Different). Йохан ван дер Слуїс увійшов до правління організації ексгеїв Onze Weg (Наш шлях), а також був членом правління і президентом Результату Європи протягом декількох років.
У 1977 р. ексгей Мартін Галлетт (Martin Hallett) та англіканський священник Кенон Рой Баркер (Canon Roy Barker) заснували організацію «Істинно вільна віра» (True Freedom Trust) у Великій Британії. У 1980-ті рр. діяльність груп ексгеїв поширюється в кількох інших країнах Північної Європи: Швеції (швед. Medvandrarna), Норвегії (Til Helhet), Данії (Basis), Фінляндії (Aslan). 1990 р. організація ексгеїв з'явилася в Німеччині (Wuestenstrom).
Відомими організаціями ексгеїв є католицька організація Courage International («Мужність»), хоча сама організація уникає називати себе ексгеївською; організація мормонів Evergreen International («Нев'янучий») та юдейська організація Jews Offering New Alternatives for Healing (JONAH). До руху ексгеїв зараховують також американську Національну асоціацію з дослідження та терапії гомосексуальності (NARTH). У 2003 році ряд ексгеївських організацій об'єдналися в коаліцію Positive Alternatives to Homosexuality (PATHT).
У США діє організація Parents and Friends of Ex-Gays and Gays (PFOX), яка бореться проти дискримінації ексгеїв. За рішенням федерального суду округу Колумбія Вашингтона ексгеї визнані захищеним від дискримінації класом (англ. Protected class).

## Переконання, цілі та діяльність

### Мотивація та цінності
У 2009 р. Американська психологічна асоціація опублікувала великомасштабну доповідь «Звіт перевірки дієвості терапевтичної відповіді щодо сексуальної орієнтації» (Report of the Task Force on Appropriate Therapeutic Responses to Sexual Orientation). Доповідь присвячена викладенню результатів досліджень різних спроб лікування гомосексуальності, включно з практикою руху ексгеїв.
АПУ повідомляє, що деякі групи ексгеїв можуть допомагати нейтралізувати і приглушувати стрес, властивий меншинам (англ. minority stress), маргіналізацію та ізоляцію методами, схожими на методи інших груп підтримки, такими як пропозиція соціальної допомоги, товариство, рольові моделі та нові способи розгляду проблеми за допомогою специфічних філософій або ідеологій. Крім того, дослідники виявили, що люди об'єднуються в ексгей-групи у зв'язку з браком інших джерел соціальної підтримки, бажанням активного подолання гомосексуальності, включаючи пізнавальний та емоційний опір, доступом до методик дослідження і перетворення сексуальної ідентичності.
У тій самій доповіді показано, що деякі автори описали групи ексгеїв як «притулок для ізольованих одночасно як від консервативних церков і від своїх сімей через одностатевий сексуальний потяг, так і від гей-організацій і соціальних мереж через свої консервативні релігійні переконання». Згідно з доповіддю АПА, «групи ексгеїв з'являються, щоб полегшити страждання, викликані конфліктом між релігійними цінностями і сексуальною орієнтацією, і допомогти учасникам змінити їхню сексуальну ідентичність, але не їхню сексуальну орієнтацію».
АПУ повідомляє, що деякі вважали, що «засвоєнням культурних норм і мови ексгеїв і перебуванням у співтоваристві, яке дозволило і зміцнило їхній початковий вибір релігійних переконань, цінностей та інтересів», вони можуть вирішити конфлікти ідентичності через «прийняття нового судження або світогляду, участь у біографічній реконструкції, використанні нової моделі розуміння, формуванні стійких міжособистісних зав'язків».
Одне з джерел доповіді АПА знаходить, що «групи ексгеїв переосмислюють гомосексуальність звичайним гріхом, і таким чином порятунок залишається досяжним». Ще одне з джерел підсумовує наявні спостереження так: «такі групи заснували надію, виправлення й повернення ексгеїв до своєї ідентичності, вважаючи й осмислюючи одностатеву сексуальну поведінку як можливість каяття і прощення».
Однак доповідь АПА попереджає, що «деякі ексгей-групи можуть зміцнювати забобони і стигму, надаючи помилкову або стереотипну інформацію про гомосексуальність».

### Визначення зміни
Різні ексгей-організації по-різному формулюють визначення зміни, до якої закликають своїх членів.
Exodus Global Alliancen («Світовий Альянс Результату») декларує: «З приводу змін ми маємо на увазі, що гомосексуально орієнтовані люди можуть:
- Змінити поведінку — тобто припинити брати участь в одностатевих сексуальних актах.
- Змінити усвідомлення ідентичності — передбачає зміну того, як ми визначаємо самі себе.
- Змінити спосіб життя.
- Знижувати і в деяких випадках фактично усувати гомосексуальні почуття і потяги.
- У багатьох випадках (хоча не в усіх) відчувати задоволення гетеросексуальними стосунками».

Exodus Global Alliancen стверджує, що більшість ексгеїв знаходять зміни, які описують як «досягнення стриманості від гомосексуальної поведінки, скорочення гомосексуальних спокус, зміцнення почуття маскулінної або фемінної ідентичності, корекцію викривленої лінії поведінки, пов'язаної з представниками тієї або протилежної статі».
People Can Change («Люди можуть змінюватися») визначає зміну ексгеїв як «будь-який ступінь зміни до більшого спокою, задоволеності і завершеності без сорому, зневіри і пороку» і підкреслює, що для багатьох гетеросексуальність не є основною метою.
Деякі ексгеї обстоюють вступ і перебування в гетеросексуальному шлюбі як компонент розвитку. Деякі шлюби змішаної орієнтації (англ. mixed-orientation marriage) визнають, що їхні сексуальні потяги залишаються в основному гомосексуальними, але прагнуть робити їхні шлюби функціонуючими у будь-якому разі.

### Зміна сексуальної орієнтації
Рух ексгеїв часто сприймається як спроба зміни сексуальної орієнтації. Деякі ексгей-організації рекомендують своїм членам робити спроби зміни сексуальної орієнтації шляхом репаративної терапії. Наукові фахівці розглядають різні спроби зміни сексуальної орієнтації (англ. SOCE) сумнівними. АПА заявила, що «наявні дані як ранніх, так і наступних досліджень, наводять на думку, що, хоча сексуальна орієнтація навряд чи змінюється, деякі індивіди модифікують свою сексуальну ідентичність та інші аспекти сексуальності (такі як цінності і поведінку)». Практично всі великі організації з охорони психічного здоров'я виголосили політичні заяви, які попереджують професіоналів і громадськість від звернення до лікування, яке претендує змінювати сексуальну орієнтацію.
Однак ексгеї не завжди стверджують про вчинення радикальної зміни. Вони стурбовані насамперед виправленням способу життя і утриманням від одностатевих контактів. У 1978 р. на конференції «Результату» порушувалося питання про те, що геї не можуть змінити своєї сексуальної орієнтації, але повинні лише дотримуватися целібату. За рік, у 1979 р., на наступній конференції проходили дебати про це між лідерами організації. В кінцевому підсумку вони ухвалили рішення підтримувати курс, що зміна сексуальної орієнтації є можлива, але це дуже важко і забирає багато років, і що насамперед гомосексуали закликаються до сексуальної стриманості.
У 2007 році президент «Результату» Алан Чамберз (Alan Chambers) повідомив, що він погоджується з тим, що люди не можуть обов'язково змінити свою сексуальну орієнтацію, але він вважає, що вони можуть «жити в злагоді зі своїми переконаннями і вірою». Чамберз критично сприймає навіть вживання самого терміна «ексгей» у зв'язку з тим, що цей термін часто сприймається як радикальне подолання гомосексуальності. Він заявив: «Це дуже точне слово, що припускає повний розрив з минулим, тоді як людина все ще бореться з гомосексуальними спокусами. Нами у жодному разі не мається на увазі, що зміна може бути раптовою і остаточною».
Останнім часом до свого закриття «Результат» попереджав консультантів, які говорять пацієнтам, що вони «можуть виразно усунути всі потяги до своєї статі або можуть набути гетеросексуального потягу».
Френк Вортен, описуючи зміну ексгеїв, стверджував: «Ми не намагаємося зробити гетеросексуалів з гомосексуалів. Радше ми намагаємося змінити ідентичність особистості, напрям погляду людини на саму себе. Ми заохочуємо колишніх геїв відкидати ярлик гомосексуальності з їхнього життя».
Evergreen International («Нев'янучий») не обстоює ніякої особливої форми терапії і сповіщає, що «терапія, ймовірно, не може бути засобом стирання всіх гомосексуальних почуттів».
Courage International («Мужність») на запитання, чи повинні члени цієї організації намагатися змінити свою сексуальну орієнтацію, відповідає, що вони «не зобов'язані намагатися розвивати гетеросексуальний потяг, тому що не існує ніякої гарантії, що таке зусилля людини завжди буде успішним», а метою організації є «допомога людям з одностатевими потягами розвивати внутрішню чистоту (цнотливість)».

### Етична проблема
Ситуація конфлікту між гомосексуальною орієнтацією та консервативно-релігійними переконаннями призводить до певної етичної проблеми. У той час як наукові організації засуджують заклики до спроб зміни сексуальної орієнтації, ексгеї знаходять неприйнятною думку про повну неможливість зміни, принаймні, способу життя. Приміром, Evergreen International («Нев'янучий») стверджує: «Якщо клієнт робить особистий вибір відмовитися від гомосексуального способу життя і шукає будь-які форми лікування з якої-небудь причини (включаючи релігійні або духовні мотиви), етичний наслідок цього для будь-якого професіонала — поважати вибір клієнта. <…> Неетичним є для лікаря намагатися переконати клієнта, що він або вона повинен змінювати гомосексуальність на гетеросексуальність. Проте однаково неетично для лікаря говорити клієнтові жити в гомосексуальності, коли він вирішив, що гомосексуальність не відповідає його або її особистим цінностям і просить лікаря допомогти подолати це. Етична терапія — це коли лікар надає альтернативи і дозволяє клієнтові приймати власні рішення».
Констатуючи відсутність доказів ефективності спроб зміни сексуальної орієнтації, АПА приділила увагу етичній проблемі взаємодії професійних фахівців з релігійними гомосексуалами, рекомендуючи поважати релігійні переконання. Коментуючи це рішення АПУ, сексолог Ігор Кон зазначив, що фахівець повинен допомагати віруючому клієнтові знайти компромісне рішення щодо суміщення гомосексуальної орієнтації з релігійними переконаннями, а якщо це неможливо, то зробити свідомий вибір, наприклад, змінити церкву, яка не визнає гомосексуальності, або, навпаки, відмовитися від сексуальних практик.

## Критика

### Наукова критика
Основні ідеї руху ексгеїв перебувають у суперечності з загальноприйнятими в сучасній науці уявленням про гомосексуальність як нормальну непатологічну форму сексуальних орієнтацій, що не потребує лікування і виправлення. Вони базуються головним чином на консервативних релігійних цінностях і уявленні про гомосексуальні стосунки як гріх і зло. Поширення цих ідей серед молоді викликає побоювання фахівців щодо посилення маргіналізації, переслідування і страху молодих гомосексуалів.
Особливо критикуються з боку наукових організацій спроби змінення сексуальної орієнтації, що робляться деякими в основному релігійними організаціями, як потенційно небезпечні для психічного здоров'я гомосексуалів, а також які створюють умови для процвітання забобонів і дискримінації. Серед можливих ризиків таких спроб, зокрема, психіатри називають депресію, тривогу, саморуйнівну поведінку, пов'язану з посиленням ненависті до самого себе.
Пастор Крейда Вайт у 2006 р. категорично звинуватив ексгей-рух у самогубствах людей, які наклали на себе руки, не знайшовши порятунку від гомосексуальності. Однак дослідження, результат якого викладено в резолюції АПА 2009 року, не дозволило фахівцям доходити якихось однозначних висновків, що практики виправлення гомосексуальності є шкідливі. Тому АПА рекомендує виходити з принципу «не нашкодь», маючи на увазі потенційну небезпеку, яка була показана деякими дослідженнями.
Аналізуючи резолюцію АПА, сексолог Ігор Кон констатує: «Людина може навчитися приховувати, пригнічувати або ігнорувати свій гомоеротичний потяг, змушувати себе підтримувати гетеросексуальні стосунки і відповідний імідж. Однак результати цих зусиль непередбачувані і часто короткострокові. При послабленні зовнішнього тиску індивід зазвичай повертається до того, що для нього є більш органічним».

### Прецеденти
Існують екс-ексгеї — гомосексуали, які розчарувалися в цілях ексгей-руху і залишили його. З окремих найбільш відомих прикладів можна навести такі.
Відомо, що два засновники «Результату» Майкл Бюссе і Гері Купер покинули створену ними організацію і стали жити разом як одностатева пара. Майкл Бюссе і два інші лідери — Джеремі Маркс і Дарлін Богль попросили вибачення в ЛГБТ-спільноти за те, що їхня діяльність «спричинила почуття ізоляції, сорому, страху і втрату віри». Всі троє заявили, що знали людей, які намагалися змінити свою сексуальну орієнтацію з допомогою групи ексгеїв, але зазнавали невдачі, часто стаючи депресивними або навіть схильними в результаті до суїциду.
Ґюнтер Баум (Günter Baum) — засновник організації ексгеїв Wuestenstrom у Німеччині — пізніше вийшов з руху ексгеїв, залишивши засновану ним організацію і створивши нову — Zwischenraum, в якій християнство і гомосексуальність розглядаються сумісними.
Антоній Венн-Браун (Anthony Venn-Brown) — колишній австралійський євангеліст Асамблеї Бога (Assemblies of God) і автор книги, в якій описав свій досвід перебування в першій австралійській ексгей-організації. Він став одним зі співзасновників організації Freedom2b, яка підтримує ЛГБТ-вірян (допомагаючи їм поєднувати релігію і гомосексуальність) та нерелігійних ЛГБТ-людей. У 2007 році він скоординував публікацію заяви п'яти австралійських ексгей-лідерів, які публічно вибачилися за свою минулу діяльність.
Джон Смід(John Smid) — колишній лідер Love In Action — покинув організацію і попросив вибачення за будь-яку заподіяну ексгей-діяльністю шкоду. У листопаді 2014 р. стало відомо про те, що Смід уклав шлюб зі своїм партнером.
Петерсон Тоскано (Peterson Toscano) — американський драматург, актор, комік, який провів 17 років у ексгей-русі, після чого став гей-активістом на міжнародному рівні.
Іноді деякі лідери ексгей-руху (наприклад, Джон Полк, Колін Кук, Мічл Джостон) опинялися в центрі скандальних історій, пов'язаних з продовженням гомосексуального способу життя. Відомі окремі прецеденти судових процесів за звинуваченням у сексуальних домаганнях з боку ексгей-терапевтів до їхніх одностатевих клієнтів.